# Arthroschista
Arthroschista là một chi bướm đêm thuộc họ Crambidae.